# Wendell Rudath
Wendell Wella Rudath (Windhoek, 10 luglio 1995) è un calciatore namibiano, attaccante dello Jwaneng Galaxy e della nazionale namibiana.

## Carriera

### Nazionale
Nel 2024 è stato convocato per la Coppa d'Africa.

## Statistiche

### Cronologia presenze e reti in nazionale
| Cronologia completa delle presenze e delle reti in nazionale ― Namibia | Cronologia completa delle presenze e delle reti in nazionale ― Namibia | Cronologia completa delle presenze e delle reti in nazionale ― Namibia | Cronologia completa delle presenze e delle reti in nazionale ― Namibia | Cronologia completa delle presenze e delle reti in nazionale ― Namibia | Cronologia completa delle presenze e delle reti in nazionale ― Namibia | Cronologia completa delle presenze e delle reti in nazionale ― Namibia | Cronologia completa delle presenze e delle reti in nazionale ― Namibia |
| Data                                                                   | Città                                                                  | In casa                                                                | Risultato                                                              | Ospiti                                                                 | Competizione                                                           | Reti                                                                   | Note                                                                   |
| ---------------------------------------------------------------------- | ---------------------------------------------------------------------- | ---------------------------------------------------------------------- | ---------------------------------------------------------------------- | ---------------------------------------------------------------------- | ---------------------------------------------------------------------- | ---------------------------------------------------------------------- | ---------------------------------------------------------------------- |
| 4-8-2019                                                               | Windhoek                                                               | Namibia                                                                | 0 – 0                                                                  | Comore                                                                 | Qual. CHAN 2020                                                        | -                                                                      | 73’                                                                    |
| 22-9-2019                                                              | Antananarivo                                                           | Madagascar                                                             | 1 – 0                                                                  | Namibia                                                                | Qual. CHAN 2020                                                        | -                                                                      | 72’                                                                    |
| 9-11-2019                                                              | Windhoek                                                               | Namibia                                                                | 0 – 2                                                                  | Zambia                                                                 | Amichevole                                                             | -                                                                      |                                                                        |
| 7-7-2021                                                               | Port Elizabeth                                                         | Senegal                                                                | 1 – 2                                                                  | Namibia                                                                | COSAFA Cup 2021 - 1º turno                                             | -                                                                      | 79’                                                                    |
| 11-11-2021                                                             | Brazzaville                                                            | Rep. del Congo                                                         | 1 – 1                                                                  | Namibia                                                                | Qual. Mondiali 2022                                                    | -                                                                      | 59’                                                                    |
| 15-11-2021                                                             | Soweto                                                                 | Namibia                                                                | 0 – 1                                                                  | Togo                                                                   | Qual. Mondiali 2022                                                    | -                                                                      | 68’                                                                    |
| 4-6-2022                                                               | Johannesburg                                                           | Namibia                                                                | 1 – 1                                                                  | Burundi                                                                | Qual. Coppa d'Africa 2023                                              | -                                                                      | 64’                                                                    |
| 12-7-2022                                                              | Durban                                                                 | Madagascar                                                             | 0 – 2                                                                  | Namibia                                                                | COSAFA Cup 2022 - Quarti di finale                                     | 1                                                                      | 80’                                                                    |
| 15-7-2022                                                              | Durban                                                                 | Namibia                                                                | 1 – 0                                                                  | Mozambico                                                              | COSAFA Cup 2022 - Semifinale                                           | -                                                                      | 34’ 75’                                                                |
| 17-7-2022                                                              | Durban                                                                 | Namibia                                                                | 0 – 1 dts                                                              | Zambia                                                                 | COSAFA Cup 2022 - Finale                                               | -                                                                      | 90’                                                                    |
| 28-3-2023                                                              | Soweto                                                                 | Namibia                                                                | 2 – 1                                                                  | Camerun                                                                | Qual. Coppa d'Africa 2023                                              | -                                                                      | 89’                                                                    |
| 20-6-2023                                                              | Dar-es-Salaam                                                          | Burundi                                                                | 3 – 2                                                                  | Namibia                                                                | Qual. Coppa d'Africa 2023                                              | 1                                                                      | 67’                                                                    |
| 5-7-2023                                                               | Durban                                                                 | Sudafrica                                                              | 1 – 1                                                                  | Namibia                                                                | COSAFA Cup 2023 - 1º turno                                             | -                                                                      |                                                                        |
| 8-7-2023                                                               | Durban                                                                 | Namibia                                                                | 1 – 2                                                                  | eSwatini                                                               | COSAFA Cup 2023 - 1º turno                                             | -                                                                      |                                                                        |
| 11-7-2023                                                              | Durban                                                                 | Namibia                                                                | 0 – 0                                                                  | Botswana                                                               | COSAFA Cup 2023 - 1º turno                                             | -                                                                      | 77’                                                                    |
| 8-1-2024                                                               | Kumasi                                                                 | Ghana                                                                  | 0 – 0                                                                  | Namibia                                                                | Amichevole                                                             | -                                                                      | 73’                                                                    |
| 21-1-2024                                                              | Korhogo                                                                | Sudafrica                                                              | 4 – 0                                                                  | Namibia                                                                | Coppa d'Africa 2023 - 1º turno                                         | -                                                                      | 73’                                                                    |
| Totale                                                                 |                                                                        | Presenze                                                               | 17                                                                     |                                                                        | Reti                                                                   | 2                                                                      |                                                                        |